# Montegalda

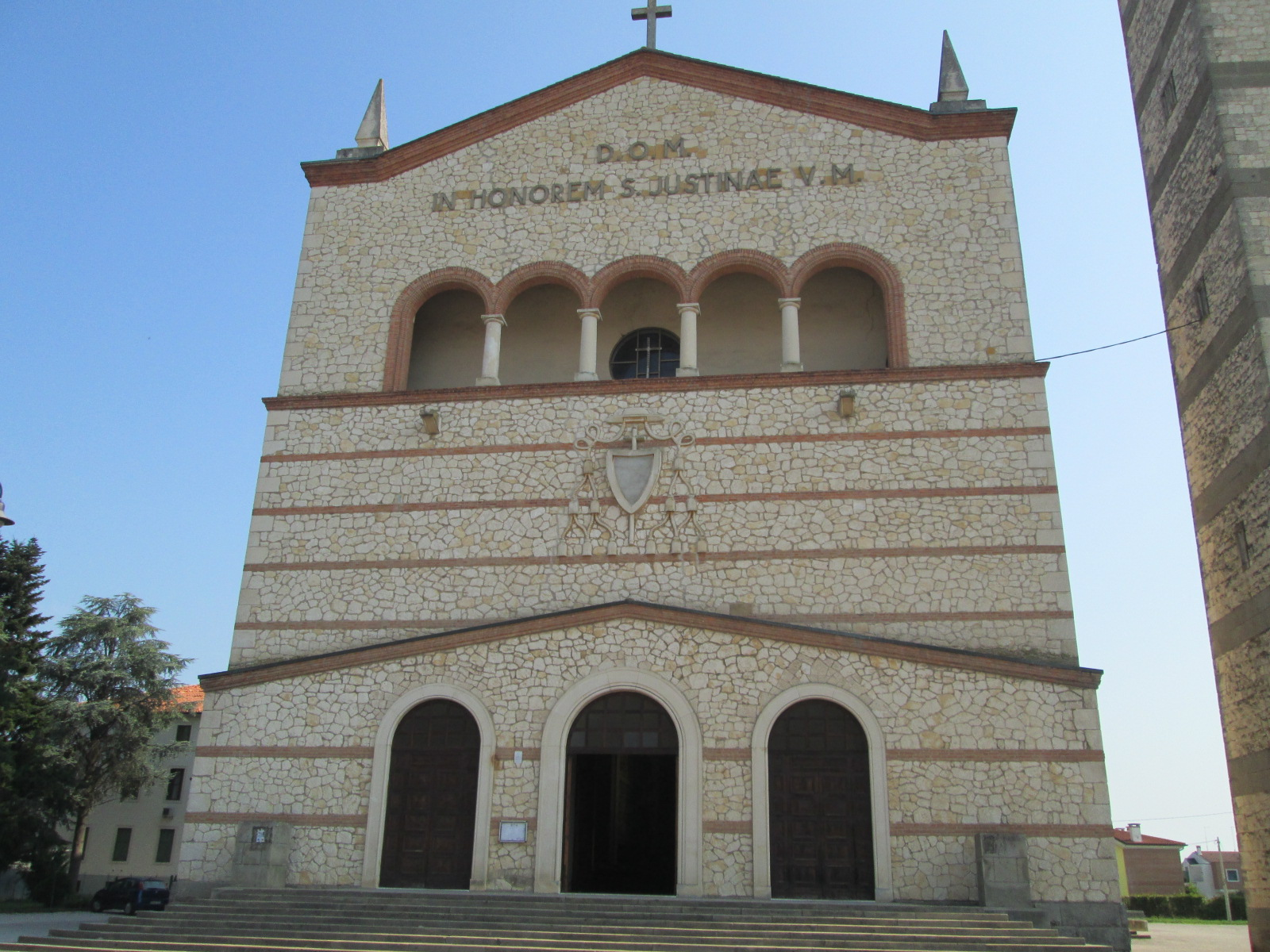
Facciata della nuova Chiesa parrocchiale costruita a partire dal 1950

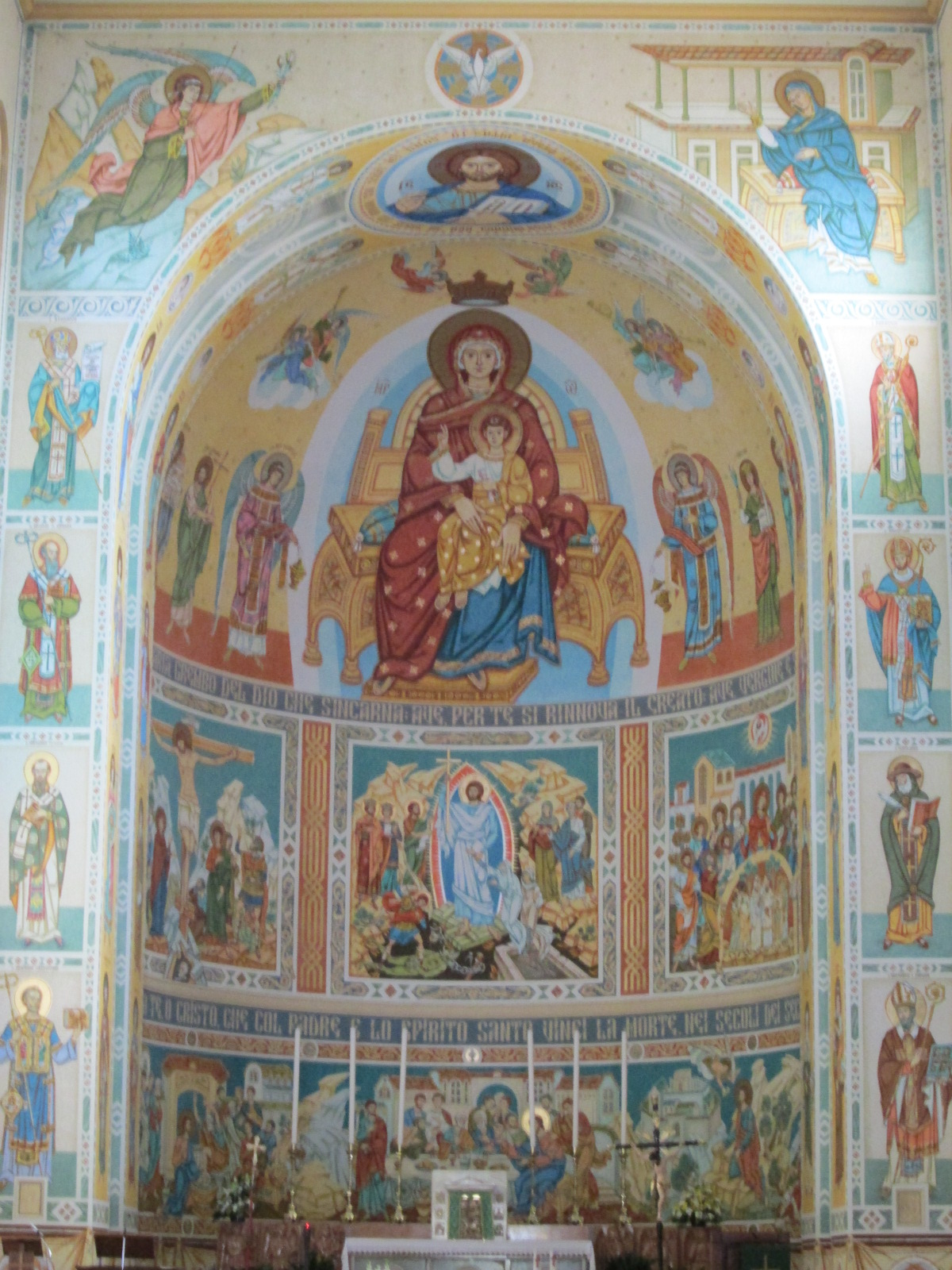
Dipinti del catino absidale della Chiesa parrocchiale di Montegalda realizzati dal pittore rumeno Mihail Ivanov tra il 1999 e il 2000

Montegalda (Montegalda in veneto) è un comune italiano di 3 412 abitanti della provincia di Vicenza in Veneto.
È situato nella parte sudorientale della provincia di Vicenza, di cui segna anche il confine, all'incirca a metà strada tra le città di Vicenza e Padova e si colloca in una fertile vallata, circondato da sette colli e da un fiume.
Zona di insediamento di età antichissima, possiede tuttora, conservati in alzato, la Pieve Battesimale Altomedievale, il Castello Bassomedievale (ora villa veneta di notevole bellezza) e numerose ville venete del XVI-XVII secolo.

## Geografia fisica
Il territorio comunale è un tratto di pianura, con un paesaggio verde e ricco di copertura boschiva, spesso resti della foresta che fino al Settecento ricopriva l'intera zona, come ricorda la via Boschi di Colzé.
Vi si trovano alberi secolari, querce maestose, alcune delle quali considerate tra le più longeve della Provincia di Vicenza. Endemismi botanici, ma anche esemplari provenienti dalla Cina o dalle Americhe e importati nel Settecento nei parchi delle ville disseminate tra Montegalda e Colzè.

## Origini del nome
L'origine del toponimo "Montegalda" è ancora piuttosto controversa. La parola, indubbiamente, si può scomporre in "Monte" e "Galda" e proprio questa particolarità ha alimentato alcune ipotesi sul significato:
1. Mons Gaudium: gaudio inteso per Godimento. Forse in riferimento all'amenità dei luoghi appartenenti al territorio di Montegalda.
2. Mons Galba: probabilmente legato al nome di uno dei 4 Servio Sulpicio Galba, succedutisi nell'ambito Romano rispettivamente nel 144 a.C., 108 a.C., 54 a.C. e 68-69 d.C. Tenendo conto degli avvenimenti storici, potrebbe riferirsi a Servio Sulpicio Galba Pretore del 54 a.C. e legato di Giulio Cesare nelle Gallie. È probabile che il toponimo sia rimasto in seguito ad una vittoria riportata in questi luoghi o ad un evento per l'epoca importante.
3. Monte Gualda: in onore dell'omonima famiglia che qui possedeva delle proprietà.
4. Mons Wald: in questo caso un misto tra latino (mons) e germanico (wald) dove quest'ultima parola starebbe per "bosco, boscoso" ad indicare la peculiare vegetazione presente nel territorio in epoca storica. Il germanico coinciderebbe appieno con i secoli di dominazione longobarda.
5. Mons Warda: come sopra, un misto tra latino e un termine longobardo (alto germanico). Questo suo toponimo Warda sarebbe di origine longobarda, con la dissimilazione della "R" con la "L", derivato da quella "Warda" intesa come la torre di avvistamento che è alle origini di un'altra località, quella del Lago di Garda, avrebbe dato origine all'attuale nome del paese.

Queste ultime ipotesi sono state sostenute dallo scrittore e umanista Fedele Lampertico, appunto per l'affinità del toponimo Galda con Garda, Guarda, varda e varzone, chiaramente derivati dalla "Wardt" gotica e longobarda.

## Storia

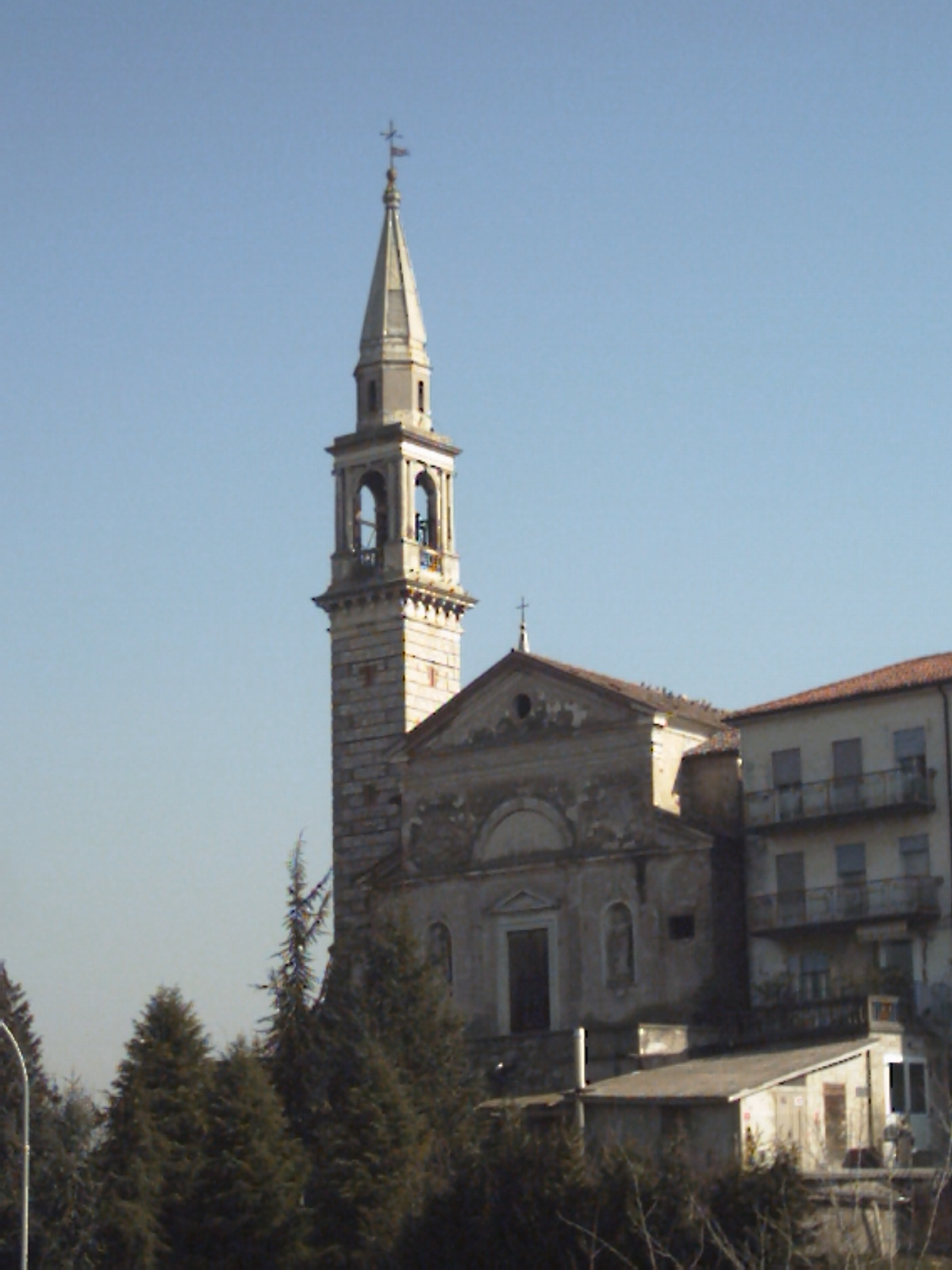
La Pieve Battesimale di Montegalda.

### Epoca antica
È probabile che un sito come questo, a metà strada tra l'antichissima Patavium (Padova) e Vicetia (Vicenza), sia stato abitato fin da epoca remota.
Ad avvalorare tale affermazione resta, oltre alla particolare configurazione del territorio, il punto fisso costituito dal fiume Bacchiglione, in antichità navigabile per buona parte del suo corso, crocevia di culture e punto focale per la costituzione di insediamenti stabili.
Ricerche condotte nell'alveo del Bacchiglione continuano a fornire materiale archeologico degno di nota, come frammenti di ceramica paleoveneta, resti di suppellettili e armi.
Verso la fine del XIX secolo gli scavi, effettuati per realizzare un complesso di chiuse atte a favorire la navigazione fluviale in località Colzè, hanno portato alla luce alcuni reperti consistenti in recipienti ceramici e alcune punte di lancia, classificate allora come manifattura e provenienza etrusca.
Il processo di romanizzazione continuò con la deduzione nel 181 a.C. della colonia latina di Aquileia, sino all'estensione dello Ius Latii, cioè del diritto latino, ed infine alla concessione del plenum ius, cioè della cittadinanza romana, da parte di Giulio Cesare nel 49 a.C. alle popolazioni venetiche (questo è lo scenario dove collocare la probabile impresa di Servio Sulpicio Galba nel caso in cui l'ipotesi etimologica per il nome di Montegalda risultasse vera). Il territorio di Montegalda faceva parte di questa realtà. Sono state ritrovate lapidi con iscrizioni romane, alcune delle quali ancora presenti nel territorio, murate nelle strutture come materiale di reimpiego.
Degne di nota sono le vestigia di quella che arbitrariamente gli storici chiamano "via Gallica", meglio conosciuta con il nome di via "Pelosa", che collegava perpendicolarmente Vicetia e Patavium. Di questa via romana non lastricata (strata) sono ancora visibili alcuni tratti soprattutto dalle alture dei colli di Montegalda.
Ipotesi: "Il termine Pelosa si riferirebbe al persistente passaggio, nei secoli, di greggi di pecore e capre che, nel loro cammino, perdevano naturalmente ciuffi del loro manto, dando forse alla strata l'aspetto, ovviamente ingigantito, al quale il nome rimanda".

### Medioevo
Nel periodo dell'Alto Medioevo la rivalità con i vicini padovani ha creato la leggenda dei “Cavalieri di Montegalda”; si tramanda che tutti gli abitanti primogeniti maschi venissero nominati Cavalieri perché potessero difendere l'avamposto vicentino.
Non più "fortissimo arnese di guerra", bensì pacifica residenza estiva, il castello di Montegalda spicca ancora imponente e maestoso — sulla sommità del modesto colle emergente dalla vasta pianura compresa tra i Berici e gli Euganei.
Secondo il Liber regiminum civitatis Padue, il castello sarebbe stato costruito nel 1176, l'anno della battaglia di Legnano, ma si è indotti a ritenere che la sua origine sia più antica; Montegalda infatti apparteneva sin dal secolo XI ai Conti - la famiglia Maltraversi - di Vicenza, e appare molto probabile che abbiano fatto erigere un'opera fortificata sul colle che nella zona rivestiva importanza strategica. Pertanto è probabile che nell'anno citato il manufatto già esistente sia stato ingrandito, munito di torri ed ulteriormente fortificato.
Ciò potrebbe indirettamente dedursi anche da un'altra notizia attendibile, relativa alla vendita dei vasti fondi di Montegalda fatta nello stesso 1176 da Ottone da Montegalda in favore dei Vicentini, che erano vivamente interessati a costituire un nuovo baluardo ai confini col territorio padovano. È certo, comunque, che a partire dal 1176 la storia del castello di Montegalda è strettamente legata a quella della città di Vicenza. Durante il primo periodo della vita comunale, il forte castello fu al centro delle interminabili rivalità vicentino-padovane e nel 1256 Ezzelino III il Tiranno, ormai stretto in una morsa mortale dalla crociata guelfa, lo fece assediare e conquistare.
Morto Ezzelino nel 1259, Vicenza e quindi anche il suo castello di Montegalda furono soggetti al "Patto di Custodia" che li vide sottomessi a Padova; dopo il 1311, però, Montegalda assunse nuovamente un ruolo di prim'ordine durante le continue guerre di Cangrande per l'espansione scaligera verso Padova. Cangrande, anzi, fece munire la rocca di Montegalda di bastioni e di fossa, ma ben presto si vide costretto a distruggere tali opere costituendo esse potenzialmente un'arma a doppio taglio una volta che il castello fosse passato in mani padovane.
Il castello fu ripetutamente danneggiato, distrutto e nuovamente restaurato, finché nel 1387 i padovani assediarono Montegalda piantando tutto intorno al colle della rocca grandi bombarde e briscole (dette anche mangani). L'antico cronista Conforto da Costozza, contemporaneo ai fatti, ha lasciato di questo assedio un resoconto particolareggiato.
Verso la metà del Trecento, durante la dominazione scaligera, il territorio di Montegalda fu sottoposto, sotto l'aspetto amministrativo, al Vicariato civile di Camisano e tale rimase sino alla fine del XVIII secolo.
Sotto i Visconti, successi agli Scaligeri nel 1388, il castello mantenne intatta la sua funzione di forte baluardo avanzato verso Padova, ed in diverse occasioni alloggiò i due condottieri viscontei Jacopo Dal Verme e Facino Cane, in guerra contro i Carraresi di Padova.
Dopo il 1404, con la dedizione di Vicenza alla Serenissima, il castello di Montegalda perse molta della sua importanza sotto il profilo militare e ciò accelerò la sua trasformazione in residenza civile, cosa che accadde definitivamente nel 1455, quando Venezia lo donò al vicentino Chiereghino Chiericati "per bene meriti e fedel servire".
Il castello ebbe un estremo rigurgito di vita militare durante la guerra della Lega di Cambrai, quando ospitò l'imperatore Massimiliano I d'Asburgo dopo la fallita impresa su Padova e quando fu occupato dalle truppe spagnole nel 1514; tornò però subito dopo alla vita tranquilla cui si era adeguato nel secolo precedente.
Da quel momento cessa – si può dire – la storia del castello ed ha piuttosto inizio la storia di una tra le tante splendide dimore gentilizie che punteggiano la pianura veneta.

### Epoca moderna e contemporanea
La frazione di Colzé diede i natali, nel 1921, al grande soprano di fama internazionale Marcella Pobbe.

### Simboli
Lo stemma e il gonfalone sono stati concessi con decreto del presidente della Repubblica Carlo Azeglio Ciampi il 7 febbraio 2002.
(D.P.R. 07.02.2002)
Il decreto presidenziale corregge il regio decreto del 17 giugno 1929, firmato da re Vittorio Emanuele III, che prevedeva "un castello al naturale" al posto della torre tradizionalmente usata nello stemma di Montegalda.
Il gonfalone è un drappo di giallo.

## Monumenti e luoghi d'interesse

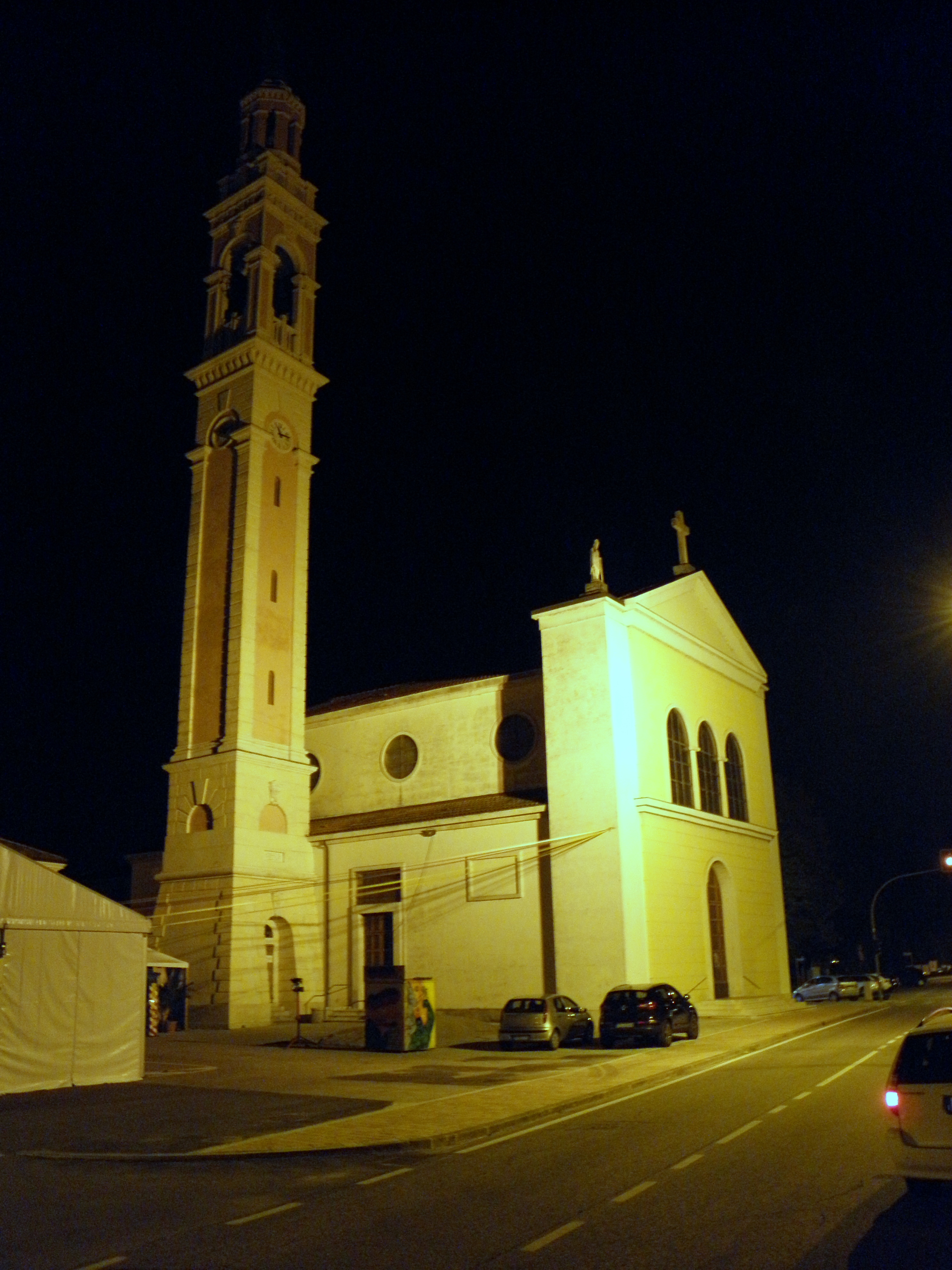
Vista notturna della chiesa parrocchiale di San Zenone a Colzè

### Architetture religiose
- La Pieve di Santa Giustina è stata la chiesa parrocchiale del paese di Montegalda fino al 1950, anno in cui venne consacrata la nuova chiesa. La Pieve sorge su una piccola collina di fronte al castello Grimani Sorlini, in una fascia di territorio attraversata da importanti vie di comunicazione: il fiume Bacchiglione, la strada Pelosa e la strada romana detta “gallica”, corrispondente all’incirca all’attuale SR 11 Padana Superiore. La Pieve si trova in territorio vicentino, ma da sempre appartiene alla Diocesi di Padova. Le prime fonti scritte che citano questa chiesa risalgono al 900: un atto di vendita del 968 e un atto di permuta del 969. L’esistenza dell’edificio in qualità di Pieve è invece documentato a partire dall’anno 1077. Con la diffusione del cristianesimo, il termine “pieve”, dal latino plebs, popolo, identifica uno specifico territorio caratterizzato da un insieme di fedeli intorno ad una chiesa principale. Le “Pievi”, dette anche “chiese matrici”, erano dotate di battistero e a esse erano riservate particolari funzioni liturgiche. Le chiese minori e le cappelle senza battistero dipendevano dalle Pievi. Quelle di Creola, Trambacche, Cervarese Santa Croce, Santa Maria di Veggiano, Veggiano, Montegaldella, Grisignano e Barbano dipendevano dalla Pieve di Santa Giustina di Montegalda. I fedeli avevano l’obbligo di corrispondere le decime, di seppellire i propri defunti e soprattutto di farsi battezzare presso la Pieve. Nonostante le modifiche e i vari adattamenti subiti nel corso dei secoli, la Pieve di Santa Giustina ha mantenuto la struttura originale medievale, formata da un'unica navata con tre absidi, una centrale principale e due laterali minori. L’altare maggiore era arricchito da una pala di Giambattista Maganza raffigurante il martirio di S. Giustina. La pala è oggi conservata nella nuova chiesa parrocchiale di Montegalda.
- Chiesa Arcipretale di Santa Giustina, opera della prima metà del Novecento dell'ingegner Stanislau Peschi; all'interno vi sono affreschi in stile bizantino che ricoprono l'intero catino absidale[5], dove il visitatore può ammirare anche due affreschi del Modolo e il grandioso ciclo di affreschi del presbiterio e del coro. Questo ciclo di affreschi si estende su oltre 1.000 metri quadri e rappresenta figure di santi e scene della vita di Cristo con forme tipiche della iconografia orientale, quasi un ponte tra due civiltà e due culture. Sono stati dipinti tra il 1998 e il 2000 dal pittore rumeno Mihail Ivanov e sua moglie. Notevole l’organo, grandioso strumento a 3 manuali e 48 registri costruito nel 2016 da Alessio Lucato.

- Chiesetta di S. Marco, si trova sul colle chiamato Monte Merlino (o di S. Marco) e comprende una chiesa, il campanile e il convento. Le origini sono incerte ma in un documento del ‘300 abbiamo già una prima testimonianza. Nel 1451 Belpietro Manelmi dona chiesa e convento alla nobile famiglia vicentina Chiericati che provvede al restauro. Agli inizi del ‘500 i fratelli Ludovico e Francesco Chiericati, entrambi vescovi, consacrano l’altare maggiore e i due altari laterali. Nel 1629, all’interno della chiesa, viene costruita la cappella dedicata a San Valentino e tra la fine del ‘600 e gli inizi del ‘700 viene ingrandita l’abside e rifatta la facciata. L’abside conserva ancor oggi una preziosa pala del 1606 di Alessandro Maganza. Sullo sfondo della pala si vedono il fiume Bacchiglione e i colli Euganei. Il convento viene gestito da vari ordini monastici e in particolare dai frati francescani nel ‘500. Nel 1769 la Repubblica Serenissima decreta la chiusura di tutti i conventi più piccoli e il monastero di San Marco perde quindi la funzione religiosa. La chiesa invece rimane luogo di culto grazie alla presenza di un sacerdote mandato dai signori, proprietari del complesso. Nel ‘700 il monastero di San Marco diventa proprietà della famiglia Caldogno, poi nel corso del 1800 della famiglia Fogazzaro per passare infine alla famiglia Roi. Nel 1993 il marchese Giuseppe Roi dona l’intero complesso alla Diocesi di Padova con vincolo di riportare questo luogo alla funzione originaria. Dal 2005 il Monastero ospita un gruppo di monache benedettine cistercensi.
- Monastero della Resurrezione
- Chiesa parrocchiale di San Zenone a Colzè, fatta erigere nel 1939 sui resti di un vecchio fabbricato e realizzata su disegno dell'ingegnere Giuseppe Dal Conte, con un maestoso ed elegante campanile su cui troneggia una spettacolare scultura bronzea della Vergine[5]

### Architetture civili
- Castello Grimani-Sorlini[16]
- Villa Fogazzaro Colbachini: costruita nel Seicento, è circondata da un giardino all'italiana e all'inglese; in essa Antonio Fogazzaro ambientò buona parte del suo romanzo Piccolo mondo moderno. Attualmente[non chiaro] questa villa, dopo un lungo restauro che le ha ridonato la sua suggestiva eleganza, ospita un'esposizione museale dedicata alla tradizione delle campane di tutto il mondo[5]
- Villa Gualdo: la villa riprende e imita l’architettura palladiana. Ha un corpo centrale che si sviluppa su quattro piani e, ai lati, due barchesse simmetriche che un tempo erano destinate a foresteria e stalle. Nel basamento, esistente già prima del 1637, vi erano le cantine. Il piano rialzato è caratterizzato invece da un atrio ad otto colonne. Nell’atrio si può ammirare un antico lavabo marmoreo del ‘500 attribuito alla bottega dei Pedemuro, maestri scultori di scuola palladiana. Il piano nobile ospita oggi una mostra permanente dedicata alla vita e alle opere dello scrittore vicentino Antonio Fogazzaro. Nello stesso piano, si trova anche la Sala del Consiglio Comunale che conserva due interessanti dipinti su tela raffiguranti alcuni momenti di vita contadina del Coromaldi e i mulini galleggianti sul fiume Bacchiglione del Tarro. Nel ‘700 villa Gualdo diventa proprietà della nobile famiglia veneziana Vendramin Calergi. Accanto alla barchessa est vi è la chiesetta della villa costruita nei primi decenni del 1800 in occasione delle nozze di Elena Vendramin Calergi con il conte Andrea Valmarana, all’epoca podestà di Vicenza. Oggi la chiesetta Valmarana è dedicata agli Eroi caduti in tutte le guerre. La villa si affaccia sull’attuale piazza Marconi, che dal 1692 ospita il tradizionale mercato del lunedì. Il 17 maggio 1909 il Comune di Montegalda acquista villa Gualdo e i campi attorno per stabilirvi la sede comunale.
- Villa Feriani Scroffa, elegante esempio di villa veneta, si trova in località Colzé, a pochi chilometri dal centro di Montegalda. La Villa è stata costruita nella seconda metà del ‘600 su una precedente costruzione del ‘400. Ben conservati sono tuttora gli archi in cotto a vista nella barchessa e appartenenti al precedente edificio del ‘400. Sulla facciata sono ancora visibili gli stemmi delle tre famiglie proprietarie della Villa nel corso dei secoli: una scrofa rampante rappresenta la famiglia Scroffa, un leone con un cardo tra le zampe è il simbolo della famiglia Garzadori e infine un fascio di rose caratterizza lo stemma della famiglia Feriani. Nel parco si trova la chiesetta dedicata a Santa Maria costruita verso la fine del ‘600. Questo oratorio in stile barocco è a pianta ottagonale. La facciata presenta un frontone triangolare con un angelo al centro che si tiene alla croce e due angeli laterali. Gli angeli in pietra sarebbero attribuibili alla bottega dello scultore vicentino Orazio Marinali. I tre lati dell’oratorio, visibili anche dalla strada, sono arricchiti con festoni di fiori e frutta in pietra. All’interno dell’oratorio si possono ammirare l’altare maggiore, con sculture attribuite a Pietro Cavaliere, e il piccolo altare laterale sinistro con l’immagine della Vergine, consacrato nel 1711 e opera di Orazio Marinali. Nel 1848, durante i moti rivoluzionari, la chiesetta viene profanata dalle truppe austriache di passaggio. Chiara Lupini Feriani la farà ricostruire negli anni successivi.

## Società

### Evoluzione demografica
Abitanti censiti

## Cultura

### Istruzione
A Montegalda vi sono due scuole dell'infanzia (di cui una privata), una scuola primaria e una scuola secondaria inferiore.
Nel capoluogo vi è anche la Biblioteca civica, che fa parte della rete di biblioteche vicentine.

### Eventi
- Fiera San Marco (25 Aprile)
- Il "Trofeo del Ponte" è una manifestazione che coinvolge gli abitanti dei comuni di Montegaldella e Montegalda, con l'obiettivo di unire i due paesi attraverso lo sport, il gioco e lo stare insieme.

### Museo
Nella Villa Fogazzaro Roi Colbachini si trova il Museo Veneto delle Campane.
Ospita una ricca collezione di campane, tra le maggiori in Italia, con più di 200 esemplari appartenuti a chiese, templi e palazzi d’Italia, ma anche di Francia, Germania, Cina, India, Birmania e Thailandia.
Sorge a coronamento di più di 250 anni di attività artigiana della Fonderia Colbachini, nata nel 1745 e nel 1898 insignita del titolo di Fonderia Pontificia.

### Mostra sulla famiglia Fogazzaro
In occasione del centenario della morte dello scrittore Antonio Fogazzaro, che fu consigliere comunale di Montegalda, l'amministrazione comunale decise di dedicare allo scrittore e alla sua famiglia una mostra permanente, ospitata nel municipio.. 

## Geografia antropica
- Il fiume Bacchiglione nasce nel “Bosco” di Dueville, è lungo 119 kilometri ed è uno dei corsi d’acqua più importanti per le province di Vicenza e di Padova. Secondo alcuni studiosi, il nome Bacchiglione potrebbe derivare dal verbo dialettale “bacaliare”, che significa “chiacchierare in continuazione”. Il termine “bacaliare” è stato probabilmente attribuito al fiume a causa del rumore prodotto dalla sorgente. Altri studi sostengono invece che il termine Bacchiglione potrebbe derivare dal vocabolo tedesco “Bach”, cioè “ruscello”, o “Baccalone”, diventato poi Bacchiglione. Nel corso dei secoli il fiume Bacchiglione assunse un ruolo fondamentale per lo sviluppo e la crescita delle popolazioni locali e dei loro insediamenti. Il fiume non era solamente una via di comunicazione e di trasporto delle merci, ma anche fonte di ricchezza per la presenza dei mulini lungo il suo corso. Esso svolse anche una funzione importante tra il 1100 e il 1400 quando l’acqua del fiume divenne strumento di difesa nelle guerre dei Vicentini contro i Padovani. I Vicentini costruirono infatti una “rosta”, cioè uno sbarramento a Longare per deviare il corso del Bacchiglione sul Bisatto e togliere l’acqua alla città di Padova, come ricordato da Dante Alighieri nella Divina Commedia. Lungo il fiume Bacchiglione, nel tempo, si sviluppò e si stabilizzò la civiltà che avrebbe poi dato luogo al patrimonio storico, architettonico e artistico che ancora oggi possiamo ammirare. Esempi di questo patrimonio storico-artistico sono le numerose ville, il Porto e le Chiuse di Colzé. La conca di navigazione di Colzé, situata in un ampio meandro naturale del Bacchiglione, è particolarmente interessante. La conca è stata realizzata nel 1870 in sostituzione della preesistente bova ed è dotata di due ordini di porte vinciane e di un invaso. All’interno dell’invaso il livello dell’acqua si poteva alzare o abbassare permettendo così alle imbarcazioni tra le porte di superare agevolmente il forte dislivello del fiume di circa 3,5 ml. Oggi, viene riconosciuta come interessante opera ingegneristica e reperto di archeologia industriale.
- Unica frazione del comune di Montegalda è Colzè
- Altre località o contrade sono: Case Marcolin, Palazzone, Case Borgo, Case Marcoline

## Infrastrutture e trasporti

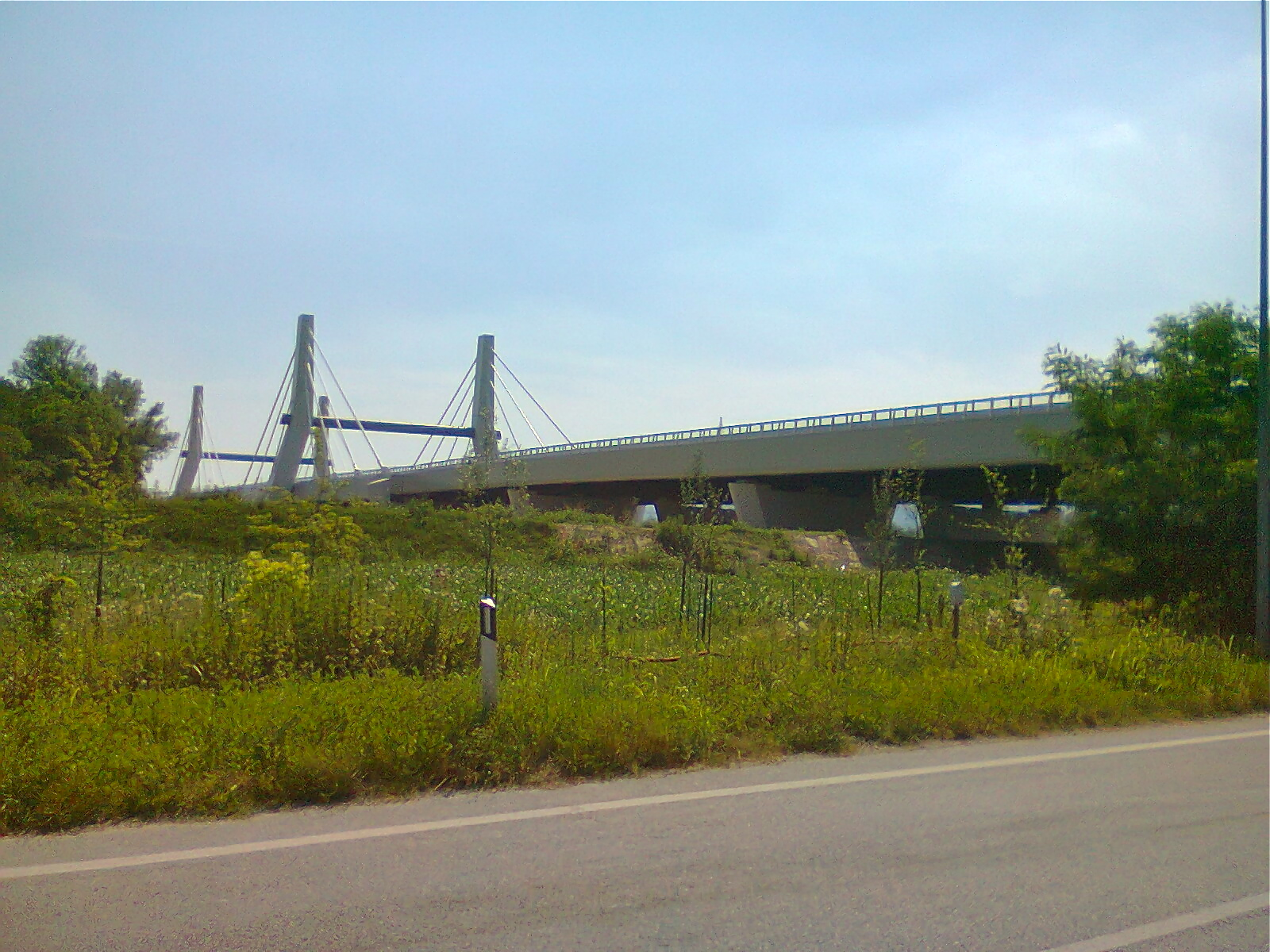
Viadotto autostradale sul Bacchiglione della A31 nei pressi di Colzè di Montegalda

## Amministrazione
| Periodo        | Periodo        | Primo cittadino    | Partito                               | Carica  | Note |
| -------------- | -------------- | ------------------ | ------------------------------------- | ------- | ---- |
| 30 luglio 1988 | 7 giugno 1993  | Gabriele Marangoni | DC                                    | Sindaco |      |
| 7 giugno 1993  | 28 aprile 1997 | Flavio Tredese     | DC                                    | sindaco |      |
| 28 aprile 1997 | 14 maggio 2001 | Flavio Tredese     | centro                                | Sindaco |      |
| 14 maggio 2001 | 29 maggio 2006 | Carlo Zecchinato   | liste civiche di centro-destra        | Sindaco |      |
| 29 maggio 2006 | 16 maggio 2011 | Riccardo Lotto     | lista civica Vivere Montegalda        | Sindaco |      |
| 16 maggio 2011 | 5 giugno 2016  | Riccardo Lotto     | lista civica Vivere Montegalda        | Sindaco |      |
| 5 giugno 2016  | 4 ottobre 2021 | Andrea Nardin      | lista civica Siamo Montegalda         | Sindaco |      |
| 4 ottobre 2021 | in carica      | Andrea Nardin      | lista civica Siamo Montegalda e Colzè | Sindaco |      |

### Gemellaggi
- Città della Speranza
- Valsolda
- Jenne
- Eichstätt

## Sport
- L’associazione Due Monti (A.C.D. Duemonti) è apartitica, ha carattere di volontariato e non persegue fini di lucro. Essa ha per scopo l’organizzazione e l’esercizio di attività sportive dilettantistiche, la formazione e la preparazione di squadre nella disciplina sportiva calcistica, compresa l’attività didattica per l’avvio, l’aggiornamento ed il perfezionamento della medesima attività sportiva nel quadro, con le finalità e con l’osservanza delle norme e delle direttive emanate dal C.O.N.I. e dalla Federazione Italiana Giuoco Calcio – Lega Nazionale Dilettanti.

## Percorsi Ciclo-Pedonali
- Cammino Fogazzaro-Roi (C.F.R.), percorso di oltre 80 km che dalle campagne di Montegalda, lungo argini e percorsi pedonali, conduce a Vicenza e da qui prosegue attraversando le suggestive risorgive e raggiungendo la Valle dell'Astico per poi risalire sino ai 1000 metri di altitudine di Tonezza del Cimone[21]. Il Cammino, attraversa la bellissima campagna vicentina dalla pianura alla collina fino alla montagna, collega luoghi cari a due figure di primo piano della cultura non solo veneta ma italiana: Antonio Fogazzaro, scrittore che visse a cavallo tra Ottocento e Novecento, e il pronipote Giuseppe Roi, un grande mecenate della cultura vicentina. Il Cammino passa per Vicenza, la città di Palladio, e tocca ben 16 comuni, ricchi di paesaggi suggestivi e ville venete, alcune delle quali sono Patrimonio UNESCO.
- I Colli di Montegalda, uno scrigno ricolmo di sorprese turistiche, architettoniche, paesaggistiche, gastronomiche, religiose e poetiche. Nel nostro comune, bellezza e civiltà hanno l’immagine di un castello, di ville seicentesche, di sette colli e altrettante chiese, come di misteri e tradizioni mai dimenticate del tutto. Scopri il territorio percorrendo i bellissimi itinerari dedicati allo scrittore Antonio Fogazzaro.

## Curiosità
Una canzoncina popolare molto diffusa nel Veneto cita Montegalda come la località da cui proviene la fidanzata della voce cantante, descrivendola come dotata di una peculiarità termica: "La me morosa ze da Montegalda / la ga na teta freda / e una calda" (anonimo di Montegaldella).